# August Sladek
August W. Sladek (* 14. April 1943 in Ostrava) ist ein deutscher Germanist.

## Leben
Nach der Promotion zum Dr. phil. in Tübingen 1970 mit einer Studie zu Clemens Brentano war er Professor für Sprachwissenschaft an der Europa-Universität Flensburg. Im Juli 2008 gab er seine letzte Vorlesung.
Seine Forschungsschwerpunkte sind Didaktik, Linguistik (Semantik), linguistische Pragmatik, Handlungstheorie und Semiotik.

## Schriften (Auswahl)
- Semanalyse beliebiger Verbände. Tübingen 1976, ISBN 3-87808-063-8.
- Aktionslogik und Erzähllogik. Tübingen 1977, ISBN 3-87808-069-7.
- Aktion, Reaktion. Zur Aktionslogik zweiphasiger narrativer Einheiten, Wiederherstellung, Vergeltung. Tübingen 1979, ISBN 3-87808-103-0.
- Aus Sand bauen. Tropentheorie auf schmaler relationaler Basis. Ontologische, epistemologische, darstellungstechnische Möglichkeiten und Grenzen der Tropenanalyse. Vier Bände. Berlin 2009, ISBN 978-3-8325-2506-4.